# Владимир Саљдо
Владимир Васиљeвич Саљдо (рус. Владимир Васильевич Сальдо, укр. Володимир Васильович Сальдо; 12. јун 1956) је руски и украјински политичар и инжењер и председник Херсонске војно-грађанске администрације од 26. априла 2022. након што га је поставила руска војска током заузимања Херсонске области. На челу је Блока Володимира Саљда, мање политичке партије коју су украјинске власти забраниле 20. марта 2022. године.

## Биографија

### Приватно
Саљдо је рођен 12. јуна 1956. године. Дипломирао је на Институту за рударство Криви Рог 1978. године. Специјализирао се као грађевински инжењер и докторирао економију 2008. године.
Од 1978. до 2001. радио је као инжењер и шеф одељења за монтажу у фабрици Хесонпромстрој. Ожењен је са Љубов Павловном, имају кћерку Ирину.

### Политичка каријера
Члан градског већа за већински округ од 1998. до 2002. године. Од 2001. године је био председник регионалне организације Партије региона у Херсонској области; од 2006 — Председник градске организације Партије региона у Херсону. Од 2012. био је народни посланик у Врховној ради Украјине 7. сазив (заменик шефа Комитета Врховне раде за грађевинарство, урбанизам, стамбено-комуналне услуге и регионалну политику).
Почетком априла 2022. године руске заставе су почеле да се користе и истичу на територији Херсонске области. Дана 26. априла, и локалне власти и руски државни медији известили су да су руске трупе заузеле седиште градске администрације и да су именовале бившег агента КГБ-а Александра Кобеца за градоначелника Херсона и као некадашњег градоначелника Херсона Владимира Саљда за председника (гувернера) Херсонске војно-грађанске администрације.
Од 3. јуна 2022. године налази се под санкцијама Европске уније (ЕУ).